# حوفا الوسطية (إربد)
حوفا الوسطية بلدة في شمال الأردن تقع في محافظة إربد، وتتبع إداريا للواء الوسطية.
عدد سكانها حوالي 7500 نسمة، وتبعد عن مدينة إربد 12 كم، وتمتد حاليا على مسافة أكثر من 6 كم وتشتهر بانتشار الأشجار وخصوصا أشجار الزيتون واللوز التي تنتشر بكثرة في البلدة.

## التاريخ
يمتد تاريخ حوفا إلى زمن بعيد حيث وجد بها آثار قديمة مثل الكنيسة البيزنطيه التي تعود لمئات السنين للرومان وفسيفساء جميلة تعود لزمن بعيد، وقد ضمت أقدم عشائر المنطقة.
ومن اشهر العشائر : المطالقة , الطواها , وغيرها من العشائر...

## الموقع الجغرافي
تقع البلدة إلى الغرب من مدينة إربد على بعد 12 كم، وهي عبارة عن تلال ممتدة، وتحفها الأودية العميقة من كل الجهات، ولهذا السبب سميت بحوفا، كما وتجاور الكثير من البلدات منها:
- صما غرباً.
- الخراج وقم شمالاً.
- كفرعان شرقاً
- أبسر أبو علي والطيبة جنوباً.
- قميم شمال شرق

توسط حوفا أغلب بلدات المنطقة ساهم في تميزها.

## الزراعة
تتميز البلدة باتساع البقعة الصالحه للزراعه وتنوعها من سهلية ومنحدره وارض عميقة وارض صخريه وعريه وتنتشر بها اشجار الزيتون بكثافه وبها أقدم معصره للزيتون في المنطقة. وكذلك تشتهر البلدة باللوز الأخضر وتعتبر من أهم المناطق بإنتاجه. وكذلك تشتهر بزراعة القمح والشعير. مع ان أغلب السكان تركوا الزراعة مؤخرا واتجهوا إلى العمل الحكومي ذو الطابع الإداري سيما مع موجه الغلاء والتغييرات الايديولوجيه.